# 濱洋一
濱 洋一（はま よういち、1962年9月2日 - ）は、日本の作詞家、作曲家、編曲家、写真家、映像作家、音楽プロデューサー。別名義は「H（eichi）」「H」「hamar」「hamer」。ソニー・ミュージックパブリッシング専属作家、UNIVERSAL J 所属アーティスト。元「three tight b」ギター・ボーカル。無名だった中島美嘉を発掘、茉奈 佳奈を歌手としてデビューさせた。長崎県佐世保市出身。身長172センチ。

## 概要
長崎県佐世保市生まれ。幼い頃から祖母が住む平戸市・米軍基地内で遊び、FEN等で洋楽に親しむ。第一経済大学卒業（現、日本経済大学）在学中は音楽部に所属。LA遊学後、大学在学中からツアーコンダクターを始め、15年間FMラジオのDJ、CM音楽プロデューサーを経験。37才を機に音楽作家として集中。中島美嘉、Sowelu等に楽曲担当して注目を浴び、2004年にthree tight b としてユニバーサルJよりメジャーデビュー。写真家としても写真展を行う一方、映像制作、MV監督、編集まで一人で行うマルチアーティスト。2011年には福岡発のアイドルユニットLinQの立ち上げからサウンドプロデューサーを務めた（2012年年9月離脱）。
2008年には日本経済大学准教授に就任。芸能コースの立ち上げメンバーとして参加。2014年福岡県糸島市にプロ仕様スタジオ「i-studio」を設立。現在、糸島で楽曲制作をしながら、次世代の若手アーティスト育成をする。
2019年には濱洋一が作詞作曲した「愛してる」が収録されたジェジュンのアルバム『Love Covers』が10月7日付のオリコン、Billboard、iTunes週間ランキングで第1位、三冠を獲得した。

## 略歴
- 1962年：長崎県佐世保市で銀行員の父、1つ上の姉がいる長男として誕生。
- 1974年：佐世保市立日野小学校卒業。
- 1977年：佐世保市立相浦中学校卒業。
- 1980年：西海学園高等学校卒業。
- 1984年：第一経済大学卒業（現、日本経済大学）経営学部経営学科卒業。
- 1986年：24才から32才までFM福岡でDJ、プロデューサー。2年後に大学時代の1つ下の後輩と結婚。
- 1995年：福岡にCROSS FMが開局。開局スタッフとして7年間参加。
- 1997年：濱洋一とYANAGIMANによる “Funky Face” が AXIA テープコンテストでグランプリを受賞。
- 1999年：濱洋一と美紗恵による “Peny lane” が Nack5ミュージックチャレンジャー月間グランプリ、年間グランプリのW受賞。
- 2001年：かねてより交流があった濱洋一と新屋豊がストリートライブをしていた松藤量平と出会い、美紗恵を加えユニットを結成（three tight bの前身）。
- 2002年：H（濱洋一）、shinya、ryoheiの 3人ユニット “three tight b” を結成。博多を中心に活動。
- 2002年：この年から中島美嘉、藤井フミヤ、Sowelu、小野綾子等への楽曲提供をはじめる。
- 2003年：所属事務所のプロデューサーと出会い、2004年5月ユニバーサルミュージックからデビュー。

## 趣味
- フットサル
- バスケットボール。小中高とポジションはセンター。
- 犬・猫好き。バーニーズ・マウンテン・ドッグを飼っている。
- DIY、電源マニア
- ギターの改造、メンテナンス

## 資格
- ツアーコンダクター免許

## 交友関係
※50音順
- 浅田祐介
- 安部潤
- 市川喜康
- 市川淳
- m.c.A.T
- 加藤順大
- 多胡邦夫
- 千聖
- 奈緒美ロレイン（テラスハウス）
- Face 2 fAKE
- マシコタツロウ
- YANAGIMAN

## three tight b
濱（H）が企画した“アコースティク・ソウル”を基調にしたエイジレス・ユニット。20代 ryoheiｉ、30代 shinya、40代でリーダーのH(eichi)からなる3人組。グループ名の由来は毛利元就の3本の矢から。3人結束すればより強固な1つの個になれるという考え。「b」は No.1 になることは難しいが、No.2 なら狙えるという謙虚さと自信のあらわれから来ている。
※詳細・楽曲は、 three tight bウィキペディアを参照のこと。

## 無名だった中島美嘉を発掘
中島美嘉は鹿児島県の中学校を卒業後、高校へは行かず、鹿児島市内でアルバイトをしながら友達4人と共同生活。この時は歌手ではなくモデルをしており、モデルのオーディションを受けるために福岡県の事務所に所属していた。もともと中島は歌手志望ではなく『小さい時からコンプレックスだったんですよ、声が・・・・。みんなの前で声を出すのがイヤでイヤで。だから授業中も発言できないし、音楽の時間も歌わなかった』
そこで教えていた濱が、中島の声を聴いて『歌をやった方が良いんじゃない？』とアドバイス。これが歌手になるキッカケになった。濱は歌のついていない自分の曲「愛してる」を中島に歌わせてデモ・テープをレコード会社・ソニーミュージックに送った。後日、中島は何も知らされないまま『歌』と『演技』のオーディションを受け、3,000人の応募の中から選ばれて、フジテレビ連続ドラマ『傷だらけのラブソング』のヒロイン役と、主題歌の『STARS』を歌う歌手として同時デビューを果たした。
デビュー曲『STARS』はオリコン最高3位、売上げ46.9万枚の大ヒットを記録。レコード大賞新人賞をはじめ多くの賞を取り、紅白歌合戦にも出場を果たした。

## 歌手・茉奈 佳奈を発掘
日本テレビオーディション音楽番組「歌スタ!!」で、ウタイビトハンターとしてレギュラー出演していた濱は、2006年2月18日放送の回で、一青窈の「もらい泣き」を歌った三倉茉奈と三倉佳奈の双子を合格させる。そのことをきっかけに、「茉奈 佳奈」というアーティスト名でプロデュースを決める。2007年1月31日発売のファーストシングル「二月のわた雪」でユニバーサルミュージックよりメジャーデビュー。作詞、作曲、ジャケット写真を担当した。
※詳細・楽曲は、茉奈 佳奈 ウィキペディアを参照のこと。

## 作品

### 主な提供楽曲
- 中島美嘉
  - 愛してる（作詞・作曲）
  - JUST TRUST IN OUR LOVE（作詞）
  - Ｉ（作曲）
- sowelu
  - breath...想いの容量（作詞・作曲）
- 小野綾子
  - 悲しみの森（作詞）
  - WIND OF CHINA（作詞）
- 藤井フミヤ
  - ONLY ONE（共作詞）
- 茉奈 佳奈
  - 二月のわた雪（作詞）
  - 夕星（作詞）
  - FIGHTING GIRL（作曲）
- DA PUMP
  - FEEL MY（作詞＆プロデュース）
  - FINE THE TIME（作詞＆プロデュース）
  - TOO HOT（作詞＆プロデュース）
- ジェジュン
  - 愛してる（作詞・作曲）

### プロデュース
- TRICK8f（2007年～2018年）
- LinQ（2011年4月～2012年9月） – 総合音楽プロデュース[8]
- FantaRhyme（2013年～現在）
- marucolab（2015年～現在）
- いとしまPR隊 Lovit's!

### 主なPHOTO WORKS
- 2003年『音撮楽唱』IMSホールにて写真展
- 2003年ファッションビル（AMU）の年間イメージポスター
- 2007年茉奈 佳奈デビューCDジャケット
- 2007年茉奈 佳奈 2nd CDジャケット
- 2008年、2009年茉奈 佳奈カレンダー撮影
- 2011年、2012年LinQシングル曲・アルバム曲のビジュアルワークス
- 2019年『音撮合唱』福岡市科学館サイエンスホールにて写真展＆LIVE

### 主なMUSIC VIDEO監督
- HiS-TRICK
- TRICK8f
  - RIGHTRACK
  - so high risk
  - Fairy Tale
  - Brightness
  - Smart Girls
  - KEY-CO
  - Catch a Dream
  - 世界が変わるまで
  - CANVAS
  - Hello again
  - すべてをあざやかに
  - SECRET OF SMILE
- FantaRhyme
  - Blue Sky
  - Hello
  - DAISUKI
  - Eye of the Wise
  - Boku Note
  - あいたくて
  - One Million Times
  - 空気読めよ
  - TIME MACHINE
  - TRUST ME
- TRICK8f ＆ FantaRhymeコラボ曲
- Christmas is forever
- marucolab
  - くちぶえふいて
  - おやすみ
  - ばあちゃん

### 演劇
- 未来に輝くチカラ～THIS IS ME～（博多座、2018年） - 音楽担当[9]
- 僕、今から妖精になります（2019年） - 企画・総合プロデューサー

## 出演

### テレビ
- POP JAM（NHK）
- 音楽戦士（日本テレビ）
- 歌スタ!!（日本テレビ）　※ウタイビトハンターとしてレギュラー出演
- 全日本歌唱力選手権 歌唱王（日本テレビ・福岡放送）　※福岡大会・審査委員長
- ただいま（NHK福岡）
- サムライ24（RKB毎日放送）
- A-Studio（TBSテレビ）　※中島美嘉出演の回

## その他（現在の肩書き）
- 日本経済大学経営学部芸創プロデュース学科・非常勤講師（この学部・学科の前身の経済学部芸能ビジネスコース時代は、2008年より、准教授だった）
- 第一薬科大付属高校・芸能コースアドバイザー
- TRICK8FANTASIA - Be Bop Crew現リーダーとのPRODUCE UNIT
- S.O.N - 九州在住　音楽作家チーム